# 미스터 부 3 - 매신계
미스터 부 3 - 매신계(賣身契: The Contract)는 홍콩에서 제작된 허관문 감독의 1978년 영화이다. 허관걸 등이 주연으로 출연하였다.

## 출연

### 주연
- 허관걸
- 허관영
- 허관문

### 조연
- 양위
- 정부웅